# Tiêu liêu St Kilda
Tiêu liêu St Kilda (Danh pháp khoa học: Troglodytes troglodytes hirtensis) còn được biết đến với tên St Kilda wren là một phân loài của loài Tiêu liêu Á-Âu (Troglodytes troglodytes), chúng là những con chim cỡ nhỏ thuộc họ Tiêu liêu (wren) sống trong môi trường ở các hòn đảo của quần đảo St Kilda của Scotland.

## Đặc điểm
Đây là một phân loài đặc biệt của loài chim tiêu liêu Á-Âu đặc hữu mà sống trong môi trường tại các hòn đảo của quần đảo St Kilda bị cô lập ở Đại Tây Dương khoảng 64 km về phía tây của vùng ngoại Hebrides, Scotland. Tiêu liêu St Kilda được phân biệt với dạng tiêu liêu đại lục bởi kích thước lớn hơn và nặng hơn, cũng như màu sắc của nó thường màu xám và ít đốm hơn. Nó khác với các hòn đảo khác của quần đảo Scotland bởi đặc tính nặng nề, dài và mạnh, và bộ lông màu xám và nhạt hơn của nó Tiêu liêu St Kilda là một cư dân sinh sản khá phổ biến ở St Kilda. Dân số ước tính khoảng 230 cặp giống trong năm 2002.